# So Many Times
So Many Times med Kjell & Rolf Samuelson spelades in i juli och augusti 1967 i RCA Studios i Nashville på det amerikanska skivbolaget Heart Warming Records. Skivan är producerad av Bob MacKenzie. 

## Låtlista
1. So many times
2. He touched me
3. Vilken van vi har i Jesus, What a friend we have in Jesus
4. That's what he did for me
5. Morgongryning, Daybreak
6. In a little while
7. He's everything to me
8. Da skall sangen ater tona, Then you'll sing again
9. When the great trumpet sounds
10. Guds godhet och nad, Surely goodness and mercy
11. Highway to heaven